# Lot 36
Lot 36 est un canton dans le comté de Queens, Île-du-Prince-Édouard, Canada. Il fait partie de la Paroisse Bedford.

## Population
- 772 (recensement de 2001)[1]
- 761 (recensement de 2006)[1]
- 743 (recensement de 2011)[2]

## Communautés
Non-incorporé :
- Afton Road
- Donagh
- Scotchfort